# Gimnastyka artystyczna
Gimnastyka artystyczna (ang. rhythmic gymnastics) – poddyscyplina gimnastyki, polega na wykonywaniu układów taneczno-gimnastyczno-akrobatycznych, z piłką, wstążką, obręczą, skakanką lub parą maczug.
W większości języków obcych zwana jest gimnastyką rytmiczną (ang. rhythmic gymnastics, niem. rhythmische sportgymnastik, wł. ginnastica ritmica itp.), podczas gdy pod pojęciem gimnastyki artystycznej (ang. artistic gymnastics, wł. ginnastica artistica itd.) funkcjonuje tam gimnastyka sportowa.

## Charakterystyka
Sport uprawiany jest przez dziewczęta w wieku od około 4 do 24 lat, aczkolwiek istnieje też gimnastyka artystyczna mężczyzn. Gimnastyczki, prócz ćwiczeń rozciągających i gibkościowych, dla poprawy gracji i równowagi oraz koordynacji ruchowej i rytmicznej ćwiczą taniec klasyczny z elementami tańca charakterystycznego.
Gimnastyka artystyczna to sport, w którym zawodniczki lub zespoły  wykonują ćwiczenia z jednym lub kilkoma przyborami: piłką, wstążką, obręczą, skakanką, parą maczug lub układ taneczno-akrobatyczny (bez przyborów). W konkurencjach indywidualnych zawodnik ćwiczy tylko z jednym przyborem za każdym razem. W konkurencjach zespołowych gimnastyczki wykonują układ wspólnie i maksymalnie dwa rodzaje przyborów mogą być rozprowadzone wśród grupy ćwiczących. Zawodniczki mogą wówczas wymieniać się pomiędzy sobą przyborami w dowolnie wybranym momencie układu. Zawodnik może więc ćwiczyć maksymalnie dwoma rodzajami przyborów podczas trwania jednego układu. Gimnastyka artystyczna to sport, który łączy w sobie elementy baletu, gimnastyki, tańca i umiejętności posługiwania się przyborami. Zwyciężczynią zawodów zostaje uczestniczka, która uzyska najwięcej punktów przyznanych jej przez zespół sędziów. Przedmiotem uwagi oceniających są skoki, zachowanie równowagi, piruety (obroty), elastyczność, umiejętność posługiwania się przyborami, wykonanie układu i wartość artystyczna.
Ciało zarządzające tym sportem na szczeblu międzynarodowym – Międzynarodowa Federacja Gimnastyczna wprowadzała w latach: 2001, 2003, 2005 i 2008 zmiany do zasad punktowania tak by podkreślić wagę elementów technicznych i zmniejszyć skalę nieobiektywności w sędziowaniu. Przed rokiem 2001 sędziowie przyznawali punkty w skali do 10 – podobnie jak w gimnastyce sportowej. W 2003 roku wprowadzono skalę do 30 punktów, w 2005 roku do 20 punktów, a w 2008 roku znów powrócono do skali ocen z 30 punktami. Na całkowitą ocenę składają się punkty w trzech podskalach, w których zwraca się uwagę kolejno na: technikę, wartość artystyczną i wykonanie. Międzynarodowa Federacja Gimnastyczna podejmuje też decyzję o tym jakie przybory mają być używane podczas zawodów. Obecnie uznane są tylko cztery z pięciu możliwych rodzajów przyborów. Do 2010 roku maczugi nie były używane w kategorii seniorek. Od 2011 roku na szczeblu krajowym, w kategorii seniorek zarzucono skakankę, tak samo: od 2012 na szczeblu krajowym w kategorii juniorek, a od 2013 roku w kategorii novice i przez następne lata przybór ten będzie porzucany schodząc od szczebla krajowego poprzez regionalny do poziomu międzyklubowego aż ostatecznie skakanka zostanie całkowicie wycofana z gimnastyki artystycznej.
Zawody międzynarodowe odbywają się w kategorii juniorek – poniżej 16 roku życia; seniorek – w wieku lat 16 i powyżej. Gimnastyczki w Rosji i Europie zwykle zaczynają treningi w bardzo młodym wieku a średni wiek elity zawodniczej przypada na późny wiek nastoletni (15-19 rok życia) lub wczesne lata 20. Do najważniejszych zawodów sportowych zaliczają się igrzyska olimpijskie, mistrzostwa świata w gimnastyce artystycznej, zawody Pucharu Świata i turnieje Grand-Prix.

### Układy indywidualne
Długość układu indywidualnego wynosi od 1:15 do 1:30 min. Gimnastyczki przygotowują 4 układy z wykorzystaniem (bądź nie) wybranych przyborów. Punktacja końcowa jest różna, może być osobna dla każdego układu, może też być sumą ocen z wszystkich. Ocena zależy między innymi od poziomu trudności elementów, które wykonuje zawodniczka.
Odmianą rywalizacji indywidualnej jest rywalizacja drużynowa, w której indywidualne wyniki zawodniczek tworzących drużynę (zwykle trzech) są sumowane. Im więcej punktów zdobędzie drużyna, tym wyższe zajmuje miejsce. W rywalizacji drużynowej rozgrywane są osobne zawody rangi mistrzowskiej.

### Układy zbiorowe
Porównaj: Gimnastyka estetyczna
Grupy zbiorowe (grupowe), czyli tzw. zbiorówki składają się z 5 lub 6 zawodniczek w zależności od grupy wiekowej. Juniorki młodsze i juniorki mają do wykonania 1 układ, a seniorki (klasa mistrzowska) 2 układy. Czas jednego układu wynosi około 2:30 min.
W juniorkach jest to 6 zawodniczek, zaś w seniorkach drużyna składa się z 5 zawodniczek.
Ocena drużyn juniorskich wynosi do 30 pkt za układ, natomiast w seniorkach maksymalna nota to 20 pkt za układ.

## Zasady

### Kategorie wiekowe
Gimnastyczki startują w następujących kategoriach wiekowych (i umiejętnościowych):
- Senior / Klasa M
- Junior / Klasa I
- Junior Młodszy / Klasa II / Novice – do lat 12
- Młodziki / Klasa III / Dzieci – do lat 10
- klasa młodzieżowa / dzieci do lat 9

W najważniejszych (rangi mistrzowskiej) imprezach międzynarodowych, w kategorii seniorów, startować mogą zawodniczki z rocznika, który w danym roku kończy 16 lat (i starsze).

### Sędziowanie w gimnastyce artystycznej
Dziewczęta ćwiczą na specjalnej planszy, jednak podczas układu nie mogą wyjść poza kwadrat o boku długości 13 metrów, gdyż jest to karane.
Każdy układ podlega ocenie sędziów podzielonych na dwie komisje:
- D-technika ciała i przyboru (poprawność wykonywanych elementów)
- E-komisja wykonania (komisja odejmuje punkty za błędy w ćwiczeniu od wyjściowych 10,00 punktów)

## Historia gimnastyki artystycznej
Gimnastyka artystyczna wyrosła na ideach Jean-Georges Noverre’a (1727–1810), François Delsarte’a (1811–1871) i Rudolfa Bode (1881–1970) – wszyscy oni wierzyli w ekspresję ruchową – wyrażanie się za pomocą tańca i ćwiczeń różnych części ciała. Pehr Henrik Ling rozwinął dalej te idee w swym XIX-wiecznym, szwedzkim systemie wolnych ćwiczeń. System ten promował „gimnastykę estetyczną”, w której uczniowie wyrażali swoje odczucia i emocje za pomocą ruchu ciałem. Koncepcja taka poszerzona została przez Catharine Beecher, która założyła Zachodni Instytut Żeński (Western Female Institute) w Ohio (Stany Zjednoczone) w 1837 roku. W programie gimnastycznym Beecher, który nazywał się „wdzięk bez tańca”, dziewczęta ćwiczyły w rytm muzyki, zaczynając od prostych ćwiczeń kalisteniki przechodząc do bardziej wytężonych aktywności.
W latach 80. XIX wieku Szwajcar Émile Jaques-Dalcroze rozwinął eurytmikę – formę treningu fizycznego dla muzyków i tancerzy. Francuz Georges Demenÿ stworzył ćwiczenia do muzyki, które były tak ułożone by promować wdzięk ruchu, elastyczność mięśni i dobrą postawę. Wszystkie te style połączono około 1900 roku w szwedzkiej szkole gimnastyki artystycznej, która dodała później elementy tańca fińskiego. Mniej więcej w tym czasie estończyk Ernst Idla określił stopnie trudności dla każdego ruchu. W roku 1929 Hinrich Medau założył w Berlinie The Medau School – szkołę, w której gimnastyczki trenowały „nowoczesną gimnastykę” i rozwijały umiejętności posługiwania się przyborami.
Współzawodnictwo na polu gimnastyki artystycznej rozpoczęło się w latach 40. XX wieku w Związku Radzieckim. FIG formalnie uznała gimnastykę artystyczną za odrębną dyscyplinę w 1961 roku – nazywano ją wówczas gimnastyką nowoczesną, potem sportową gimnastyką artystyczną i w końcu przyjęto nazwę gimnastyka artystyczna (oryginalnie w jęz. ang. rhythmic gymnastics). Pierwsze Mistrzostwa Świata z konkurencjami indywidualnymi odbyły się w 1963 roku w Budapeszcie. Konkurencje grupowe wprowadzono na tym szczeblu współzawodnictwa sportowego w 1967 roku w Kopenhadze. W 1984 roku (olimpiada w Los Angeles) gimnastyka weszła do programu letnich igrzysk olimpijskich z konkurencją wieloboju indywidualnego (jednak wiele federacji z krajów Europy Wschodniej Związek Radziecki zmusił do bojkotu igrzysk). W tych okolicznościach pierwszy złoty medal olimpijski w gimnastyce artystycznej przypadł zawodniczce z Kanady – Lori Fung. Konkurencję grupową dodano do programu igrzysk w 1996 roku (olimpiada w Atlancie) – pierwszy złoty medal olimpijski w tej zespołowej konkurencji przypadł hiszpankom (Estela Giménez, Marta Baldó, Nuria Cabanillas, Lorena Guréndez, Estíbaliz Martínez i Tania Lamarca).

## Zawody w gimnastyce artystycznej
wybrane zawody
- cykl Puchar Świata FIG
- zawody o Grand Prix
- Mistrzostwa Europy w gimnastyce artystycznej
- Mistrzostwa Świata w gimnastyce artystycznej
- Letnie Igrzyska Olimpijskie
- Letnie Igrzyska Olimpijskie Młodzieży
- Igrzyska Śródziemnomorskie
- World Games
- liczne, lokalne Zawody (Turnieje) Międzynarodowe (m.in. w Warszawie, Poznaniu i Bielsku-Białej)
- Turniej Młodości
- Ogólnopolska Olimpiada Młodzieży + eliminacje do OOM
- Mistrzostwa Polski w gimnastyce artystycznej
- Drużynowe Mistrzostwa Polski w gimnastyce artystycznej
- Mistrzostwa Polski w układach zbiorowych
- Mistrzostwa Polski UKSów w gimnastyce artystycznej
- Zawody Ogólnopolskie
- rozgrywane lokalnie Międzywojewódzkie Mistrzostwa Młodzików
- zawody o Puchar Prezesa PZG

## Galeria zdjęć

Układy z różnymi przyborami
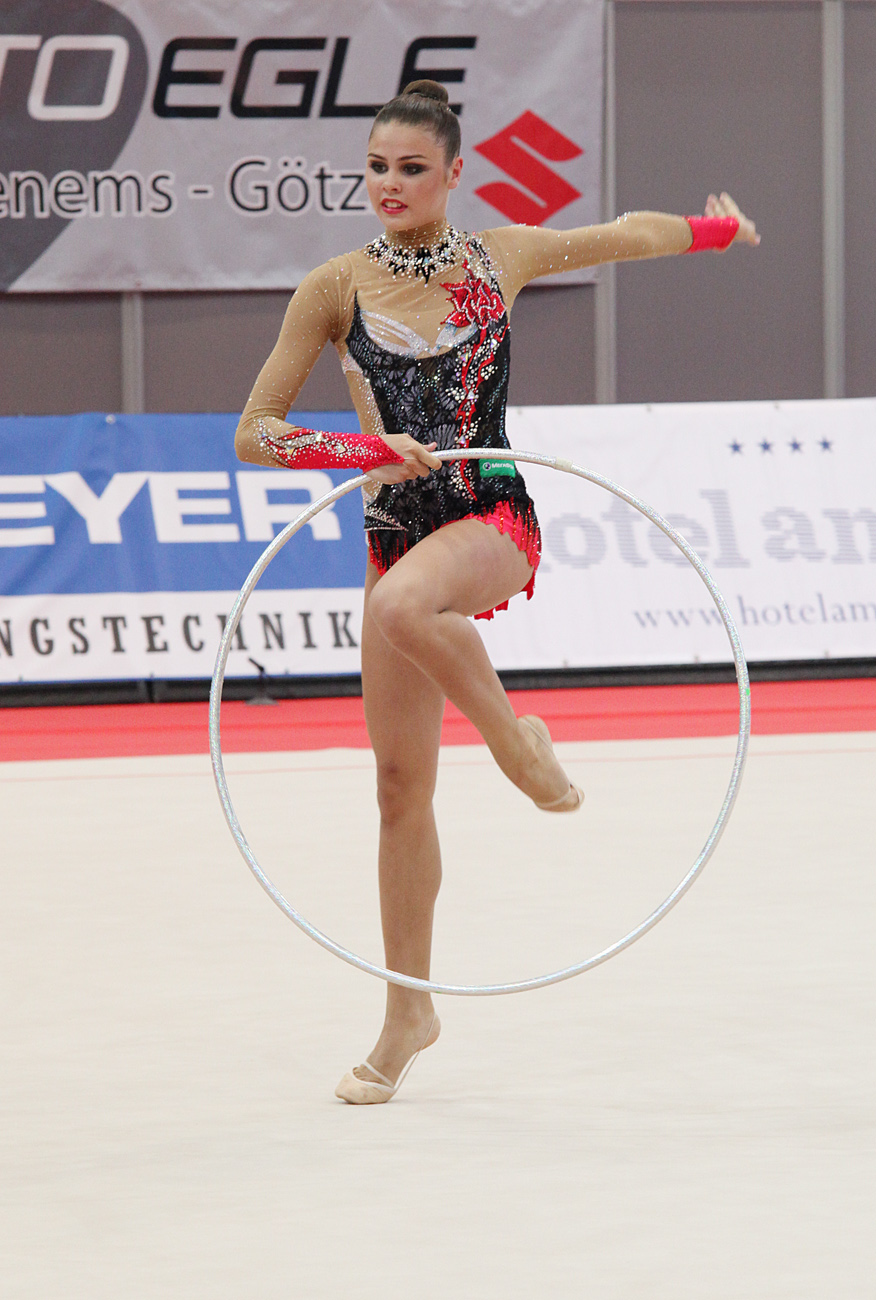
Gimnastyczka w układzie z obręczą
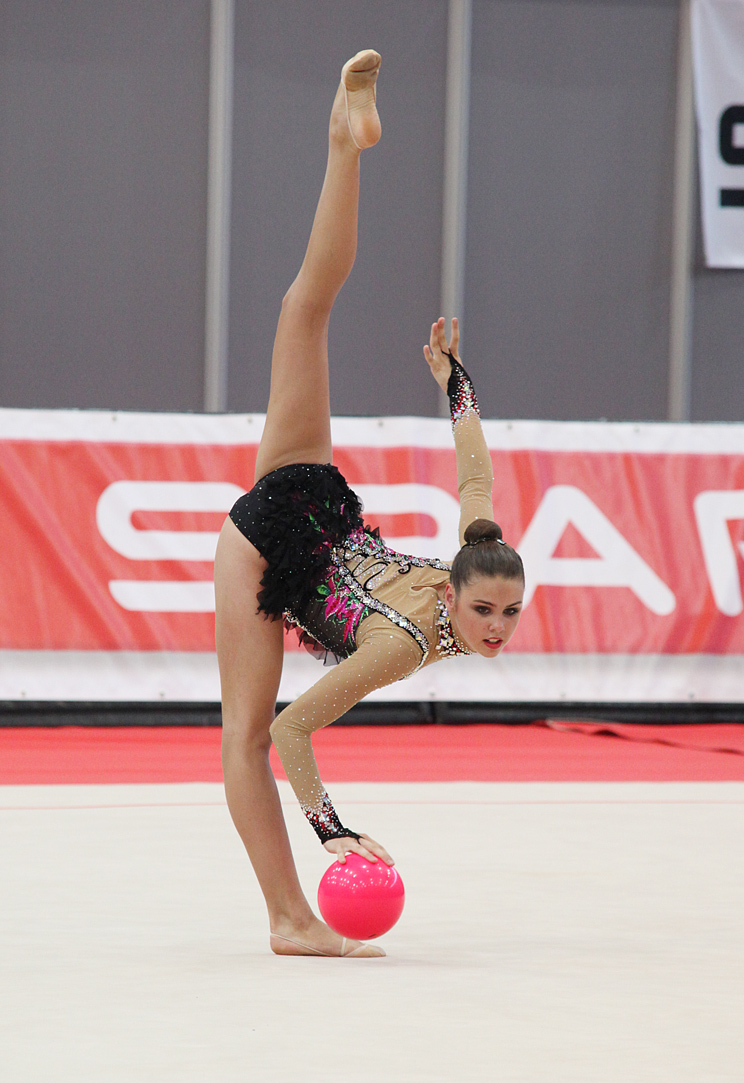
Gimnastyczka w układzie z piłką
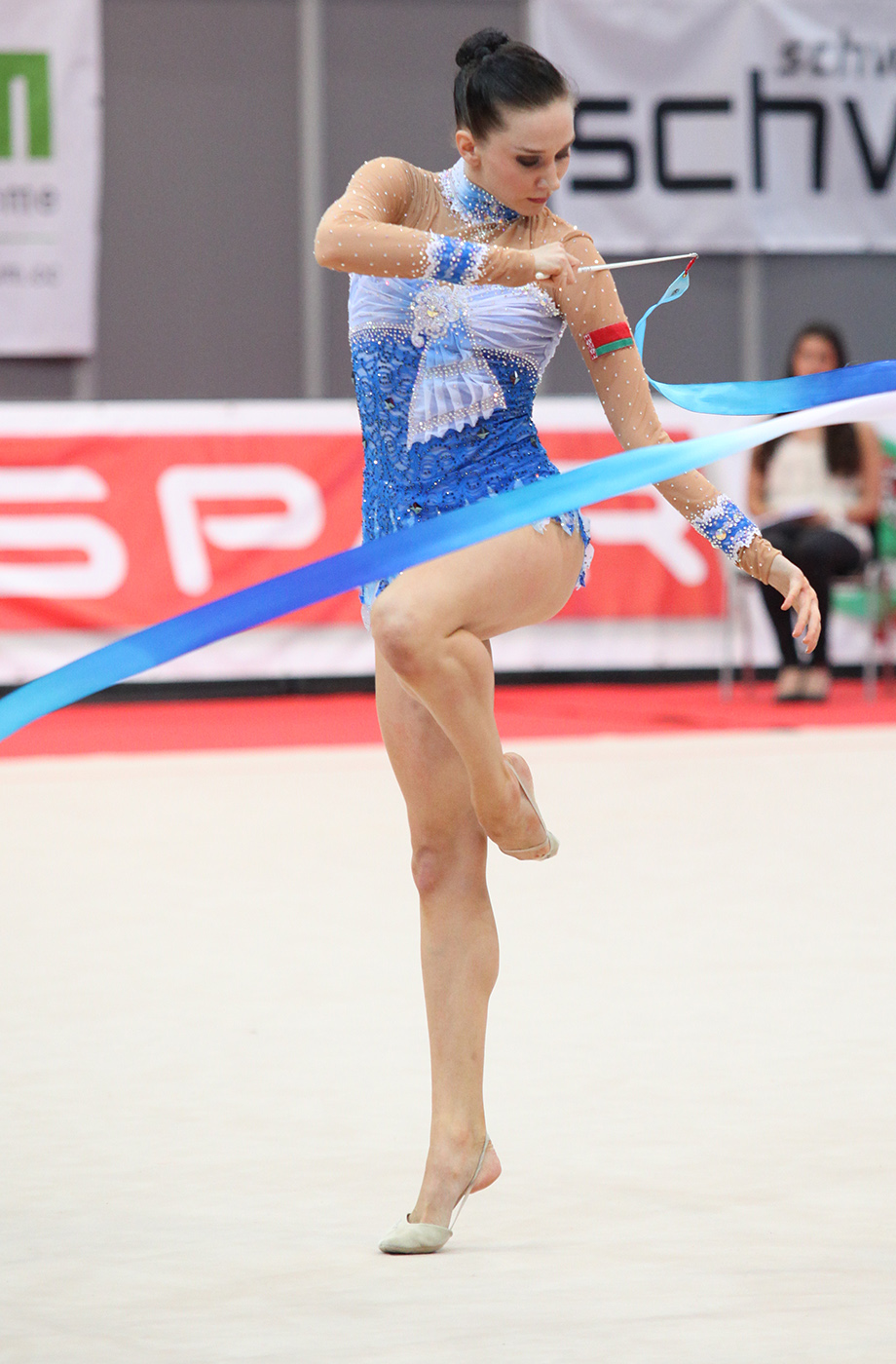
Gimnastyczka w układzie ze wstążką
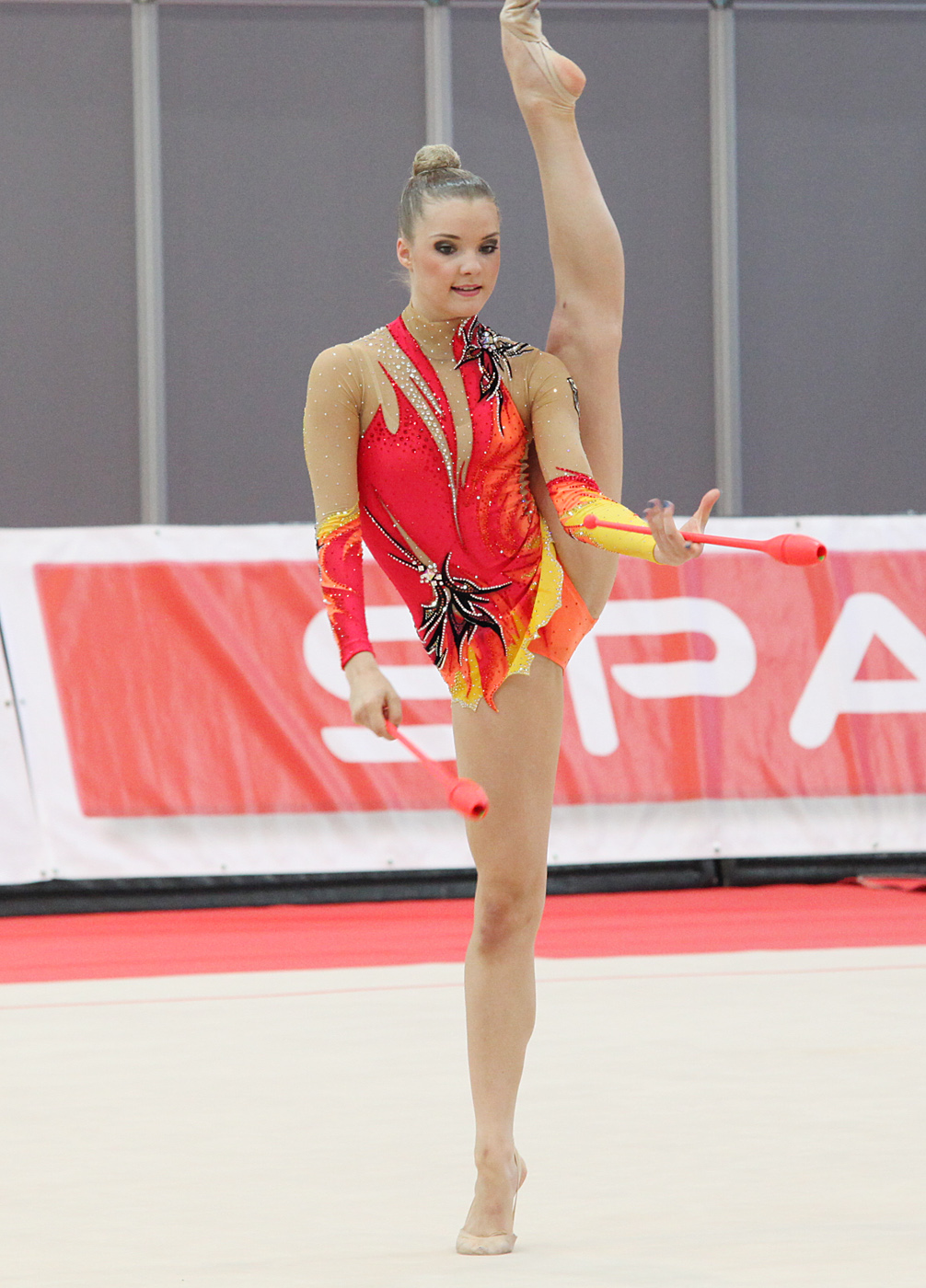
Gimnastyczka w układzie z maczugami
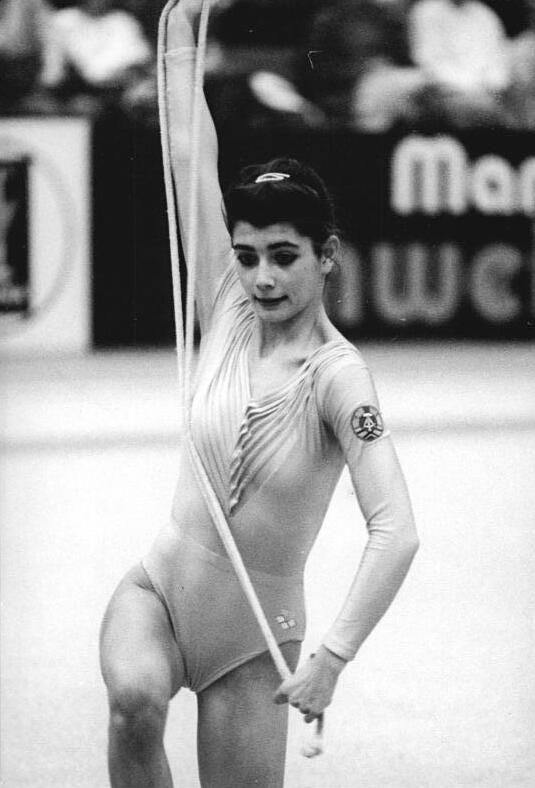
Gimnastyczka w układzie ze skakanką
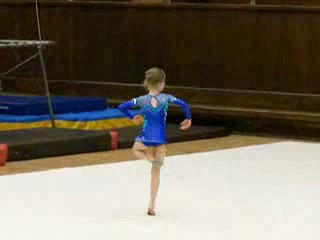
Gimnastyczka w układzie taneczno-akrobatycznym
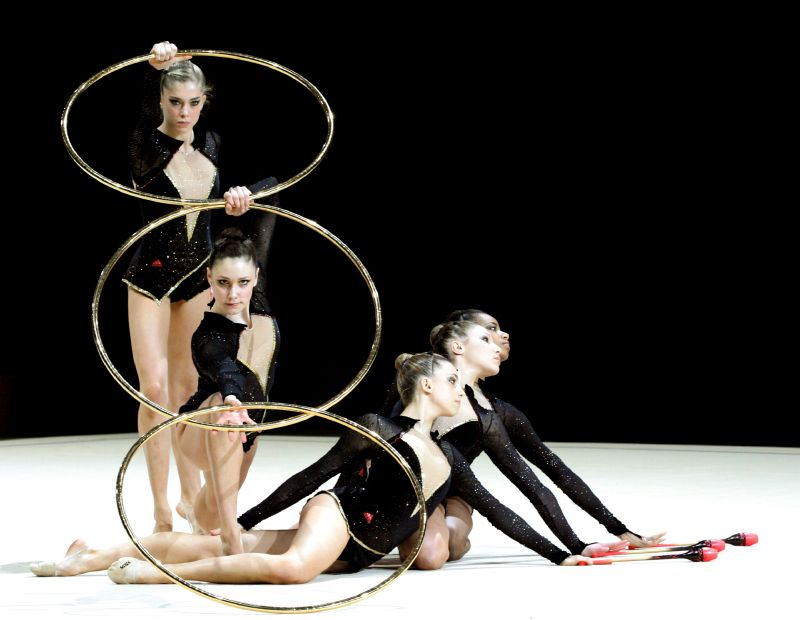
Gimnastyczki w układzie zbiorowym